# Абдалла Бен Захер Бен Саіф Аль-Хусані
Шейх Абдалла Бен Захер Бен Саіф Аль-Хусані (араб. الشيخ عبد الله بن ظاهر بن سيف الحسيني) (англ. Abdullah bin Zaher bin Saif Al Hussani) — оманський дипломат. Надзвичайний і Повноважний Посол Оману в Україні за сумісництвом (2008—2010).

## Життєпис
У 2007—2010 рр. — Надзвичайний і Повноважний Посол Оману в РФ. 13 квітня 2007 року вручив вірчі грамоти Президенту РФ.
У 2008—2010 рр. — Надзвичайний і Повноважний Посол Оману в Україні за сумісництвом. 3 березня 2008 року вручив вірчі грамоти Президенту України Вікторові Ющенку.
Надзвичайний і Повноважний Посол Оману в Пакистані.